# Escalade en solo intégral

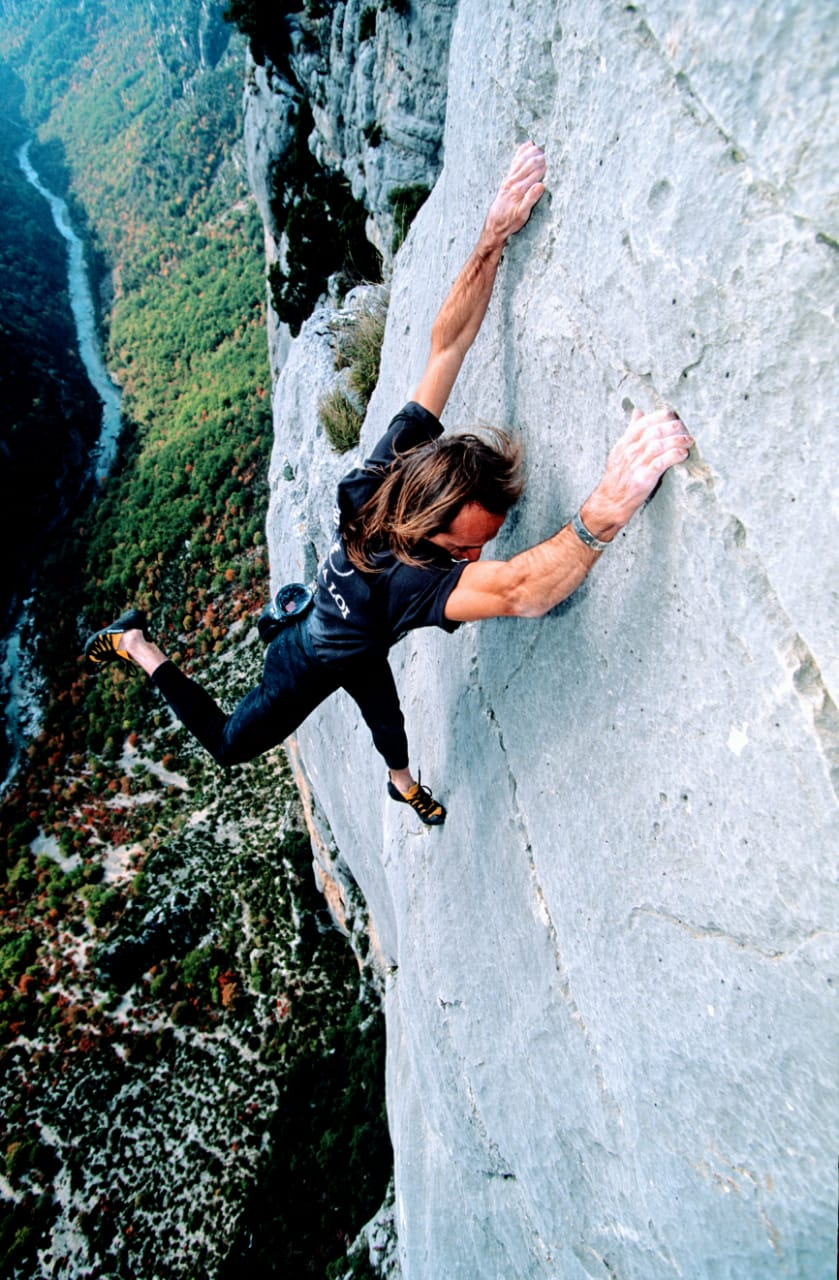
Alain Robert escaladant la "No Self Control", grade 7a dans les gorges du Verdon en avril 1991.

Ne doit pas être confondu avec Escalade en solo.
L'escalade en solo intégral est un type d'escalade libre et en solitaire, dans lequel le grimpeur n'utilise aucun système d'assurage (ni corde, ni équipement de protection), alors que ces équipements seraient nécessaires, se fiant uniquement à sa capacité à ne jamais chuter. 
À la différence de la pratique de bloc, l'escalade en solo intégral, qui s'effectue au-delà d'une hauteur de sécurité, entraîne toujours des blessures graves ou la mort en cas de chute et nécessite donc un solide équilibre moral et nerveux. La pratique du solo intégral en psicobloc permet de réduire les risques.

## Caractéristiques
Derrière l'exploit, une longue préparation, parfois sur une année, permet de le réaliser notamment avec des repérages. Certains grimpeurs ont une connaissance parfaite de la voie, pour l'avoir parcourue plusieurs fois, avec un enchaînement des longueurs sans interruption privilégiant l'esthétique de l'escalade et des mouvements[pas clair]. D'autres grimpeurs de l'élite mondiale y exposent « une philosophie de l'escalade où se mêlent hédonisme, respect et amour de la nature, dépassement de soi (physique et mental) et goût du risque » (Patrick Edlinger). Il convient de distinguer le solo intégral de l'escalade en solo pendant laquelle le grimpeur utilise des procédés d'auto-assurage.

## Records et ascensions célèbres

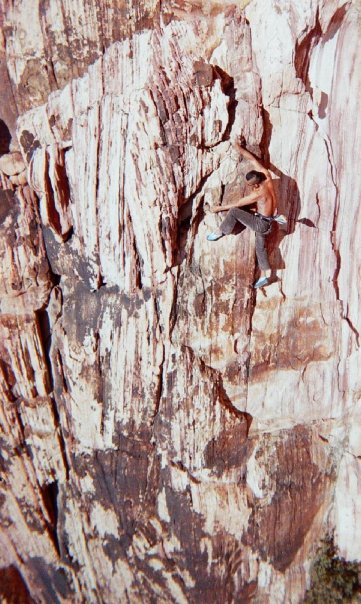
Escalade en solo intégral sur une falaise du Nevada.

- 1911 : face est du Campanile Basso (passages de V) par Paul Preuss
- 30 juin 1982 : première en solo intégral de la Directe Américaine en face ouest des Drus  (1 000 m, ED-, 6c) par Christophe Profit (il répétera la voie à plusieurs reprises en 1985 pour le documentaire Christophe de Nicolas Philibert)
- 1985 : Antoine Le Menestrel réalise Revelations (8a) à Raven Tor dans le Peak District[4]
- 1986 : Separate Reality (7a+) par  Wolfgang Güllich (avec une célèbre photo de Heinz Zak[5])
- 1987 : ascension solo intégral du Rêve de gosse, (8a+ - Roche aux Arnauds) par Jean-Christophe Lafaille. C'est, à l'époque, le plus dur solo jamais réalisé.
- 1989 : ascension en solo intégral du Privilège du serpent (7c+) à Céüse par Jean-Christophe Lafaille.
- 1990 : pilier Bonatti en face ouest des Drus par Catherine Destivelle (sauf la fissure des Autrichiens).
- 1991 : La nuit du Lézard (8a+ aléatoire) à Buoux par Alain Robert.
- Octobre 1996 : Pol Pot (7c+) aux Gorges du Verdon par Alain Robert[6].
- 2002 : directissime Brandler-Hasse (500 m, 7a+) à la Cima Grande di Lavaredo par Alexander Huber.
- avril 2004 : Kommunist (8b+) à la Schleierwasserfall par Alexander Huber.
- 2008 : Darwin Dixit (8b+) à Margalef par Dave MacLeod[7].
- 15 octobre 2014 : El Sendero Luminoso, à El Toro del Portrero Chicopar (7c+, 760m), par Alex Honnold.
- 3 juin 2017 : Freerider à El Capitan (7c+, 900m) par Alex Honnold.
- mars 2021 : Panem et Circenses à Muro di Pizarra (8c, 15m) près d'Arco en Italie, par Alfredo Webber[8],[9].

## Grimpeurs célèbres
- Marc-André Leclerc
- Paul Preuss
- Dan Goodwin
- Catherine Destivelle
- Alain Robert
- Dan Osman
- Alex Honnold[10]
- Patrick Berhault
- Patrick Edlinger
- Alexander Huber[11]
- Jean-Christophe Lafaille
- Christophe Profit